# چاینا نورت‌وست ایرلاینز
چاینا نورت‌وست ایرلاینز (انگلیسی: China Northwest Airlines) شرکت هواپیمایی چینی است، که در سال ۱۹۸۹ تأسیس شد.